# Крупин, Андрей Александрович
Крупи́н Андре́й Алекса́ндрович (род. 30 сентября 1985, Екатеринбург) — российский видеоблогер, режиссёр, драматург, поэт, общественный деятель, создатель и ведущий YouTube-канала «Посольство Российской Империи»

## Биография
Окончил Екатеринбургский государственный театральный институт по специальности «драматургия», семинар Николая Коляды (2011), а также академию кинематографического и театрального искусства Н.С.Михалкова (2016)
Окончил курсы кинорежиссуры Анджея Вайды в Польше. (2013) 
Автор и режиссёр документальных фильмов «Нарисуй мне маму» (2012) и «Стенограффия» (2012) 
В 2015 поставил первый и единственный спектакль о событиях на Донбассе «Родная земля. Дневники Донбасса»
Стрит-арт художник, известный социальными стрит-арт акциями «Уличные классики» (2010), «Человек друг зверей» (2011), «Добавь в друзья мир» (2013), «Доктор Лиза» (2016), «Под одним небом» (2017)
Автор пьес «Мракобесы» (2007), «Луна и трансформер» (2009), «Родная земля. Дневники Донбасса» (2015), «Прекрасная Россия прошлого» (2022).
Создатель, режиссёр и сценарист нашумевшего интернет сериала «Семья Алкоголика»
Вошёл в десятку самых известных людей Екатеринбурга по версии журнала «Собака» и в 20-ку лучших поэтов России «Русские рифмы».